# Qingxi, Chongqing
Qingxi (kinesiska: 清溪) är en köping i sydvästra Kina. Den ligger i stadsdistriktet Fuling i storstadsområdet Chongqing, omkring 89 kilometer öster om det centrala stadsdistriktet Yuzhong. Antalet invånare är 29 285. Befolkningen består av 14 109 kvinnor och 15 176 män. Barn under 15 år utgör 16,0 %, vuxna 15-64 år 69 %, och äldre över 65 år 13,0 %.